# Ferry Weertman
Ferry Weertman (* 27. června 1992 Naarden) je nizozemský plavec, vítěz závodu na deset kilometrů na Letních olympijských hrách 2016.
Na mistrovství Evropy v plavání 2014 v Berlíně vyhrál závod mužů na venkovní desetikilometrové trati a byl také členem vítězné smíšené štafety, v bazénu byl sedmý na 800 m volným způsobem a pátý se štafetou 4×200 m v. zp. Na mistrovství světa v plavání 2015 v Kazani získal stříbrnou medaili na 10 km a s nizozemským družstvem skončil na druhém místě, o které se dělilo s Brazílií. Vyhrál také mezinárodní mistrovství Německa v dálkovém plavání 2015 v Lindau a závod na 10 km na mistrovství Evropy v dálkovém plavání v Hoornu.
Na olympiádě vyhrál desetikilometrový závod, když předstihl vedoucího Spirose Janniotise z Řecka až v samotném závěru a o jeho vítězství rozhodla cílová fotografie. Za olympijské prvenství obdržel Oranžsko-nasavský řád.
Jeho přítelkyní je kolegyně z nizozemské plavecké reprezentace Ranomi Kromowidjojo.